# Aquamarine (cràter)
Aquamarine és un cràter sobre la superfície de (2867) Šteins, situat amb el sistema de coordenades planetocèntriques 7.2 ° de latitud nord i 120.3 ° de longitud est. Fa un diàmetre de 0.37 km. El nom va ser fet oficial per la UAI el nou de maig de 2012 i fa referència a l'aiguamarina, una arietat blava del beril.